# Elaeagnus henryi
Elaeagnus henryi — вид квіткових рослин з родини маслинкових (Elaeagnaceae). Поширення: Південно-Центральний і Південно-Східний Китай.

## Середовище
Населяє долинні ліси; на висотах 500–1800(2700) метрів.

## Біоморфологічна характеристика
Це вічнозелений плетистий кущ. Іноді присутні колючки, міцні; молоді гілки з тьмяними сріблясто-сірими та блідо-коричневими лусками. Ніжка листка 8–10 мм, тонка; листкова пластинка знизу злегка коричнева на середній жилці, зверху коричнево-зелена при висиханні, від широко ланцетної до яйцеподібної, 6–15 × 3–6 см, знизу зі сріблястими лусками, зверху густо луската в молодому віці, але незабаром гола, бічні жилки 5–7 з кожного боку середньої жилки, основа широко клиноподібна до округлої, край загнутий, верхівка загострена. Квіти здебільшого по 1 в пазусі, іноді зібрані в китицю на редукованих пазушних пагонах. Квітконіжка ≈ 2 мм, червонувато-коричнево луската. Трубка чашечки оберненоконічно-трубчаста, ± 4-кутна, 6–8 × 2–3 мм; частки трикутні, всередині рідко блідо-коричнево лускаті, верхівка загострена. Кістянка 5–8 мм. Цвітіння: жовтень і листопад; плодіння: квітень.